# Partie polityczne Algierii
Partie polityczne Algierii – ugrupowania polityczne funkcjonujące w algierskim systemie wielopartyjnym.
Od uzyskania niepodległości w 1954, aż do przemian ustrojowych w 1989 jedyną legalnie działającą partią polityczną był Front Wyzwolenia Narodowego. Obecnie najważniejszymi partiami w Algierii są Front Wyzwolenia Narodowego oraz Zgromadzenie Narodowo-Demokratyczne. W wyborach parlamentarnych w 2012 roku startowały 44 partie, a w parlamencie zasiadają przedstawiciel ponad 20 ugrupowań, choć wiele z nich ma ledwie kilku parlamentarzystów.

## Główne partie polityczne
- Front Wyzwolenia Narodowego (FLN, Front de Libération Nationale, arab. جبهة التحرير الوطني, Jabhat at-Tahrīr al-Waṭanī) – partia nacjonalistyczna o programie socjaldemokratycznym, powstała w 1954. Największa partia, wywodziła się z niego większość prezydentów i premierów kraju.
- Zgromadzenie Narodowo-Demokratyczne (RND, Rassemblement National Démocratique, arab. التجمع الوطني الديمقراطي, At-Tajammuʿ al-Waṭanī ad-Dīmuqrāṭī) – partia centrowo-liberalna. Założona w 1997. Jedyne ugrupowanie poza FNL, które sprawowało realne rządy w Algierii[2]

## Inne partie parlamentarne
- Partia Robotników (PT, Parti des Travailleurs, arab.: حزب العمّال, Ḥizb al-ʿUmmāl) – partia trockistowska, założona w 1990
- Rassemblement pour la Culture et la Démocratie (RCD, arab.:التجمع  من أجل الثقافة والديمقراطية, At-Tajammuʿ min Ajl ath-Thaqāfah wa-ad-Dīmuqrāṭiyyah, ang.: Rally for Culture and Democracy)
- Mouvement El Islah (El Islah, arab.: حركة الإصلاح الوطني, Ḥarakat al-Iṣlāḥ al-Waṭanī, ang.: Movement for National Reform)
- Mouvement de la Societé pour la Paix (MSP, arab.: حركة مجتمع السلم, Ḥarakat Mujtamaʿ as-Silm, ang.: Movement of Society for Peace)
- Front National Algérien (FNA, arab.: الجبهة الوطنية الجزائرية, Al-Jabha al-Waṭaniyyah al-Jazāʾiriyyah, ang.: Algerian National Front)
- Mouvement Ennahda / Mouvement de la Renaissance Islamique (Ennahda (MN), arab.: حركة النهضة, Ḥarakat an-Nahḍah, ang.: Islamic Renaissance Movement)
- Parti du Rénouveau Algérien (MN, arab.: حزب التجديد الجزائري, Ḥizb at-Tajdīd al-Jazāʾirī, ang.: Party of Algerian Renewal)
- Mouvement de l'Entente Nationale (MEN, arab.: حركة الوفاق الوطني, Ḥarakat al-Wifāq al-Waṭanī, ang.: Movement of National Understanding)
- Mouvement El-Infitah (MNJA, arab.: حركة الإنفتاح, Ḥarakat al-Infitāḥ, ang.: El-Infitah Movement)
- Mouvement Populaire Algérien (MPA, arab.: الحركة الشعبية الجزائرية, Ḥarakat ash-Shaʿbiyyah al-Jazāʾirī, ang.: Algerian Popular Movement)

## Partie, które zbojkotowały wybory w 2012
- Front des Forces Socialistes (FFS, arab.: جبهة القوى الاشتراكية, Jabhat al-Quwá al-Ishtirākiyyah, ang.: Front of Socialist Forces)
- Mouvement pour la démocratie en Algérie (MDA, arab.: الحركة من أجل الديمقراطية في الجزائر, Al-Ḥarakah min Ajl ad-Dīmuqrāṭiyyah fī al-Jazāʾir, ang.: Movement for Democracy in Algeria)

## Partie zdelegalizowane
- Islamski Front Ocalenia (Front islamique du salut, arab الجبهة الإسلامية للإنقاذ, Al-Jabhah al-Islāmiyyah lil-Inqādh) – fundamentalistyczna partia islamska